# Consolidierte Paulus-Hohenzollern-Grube

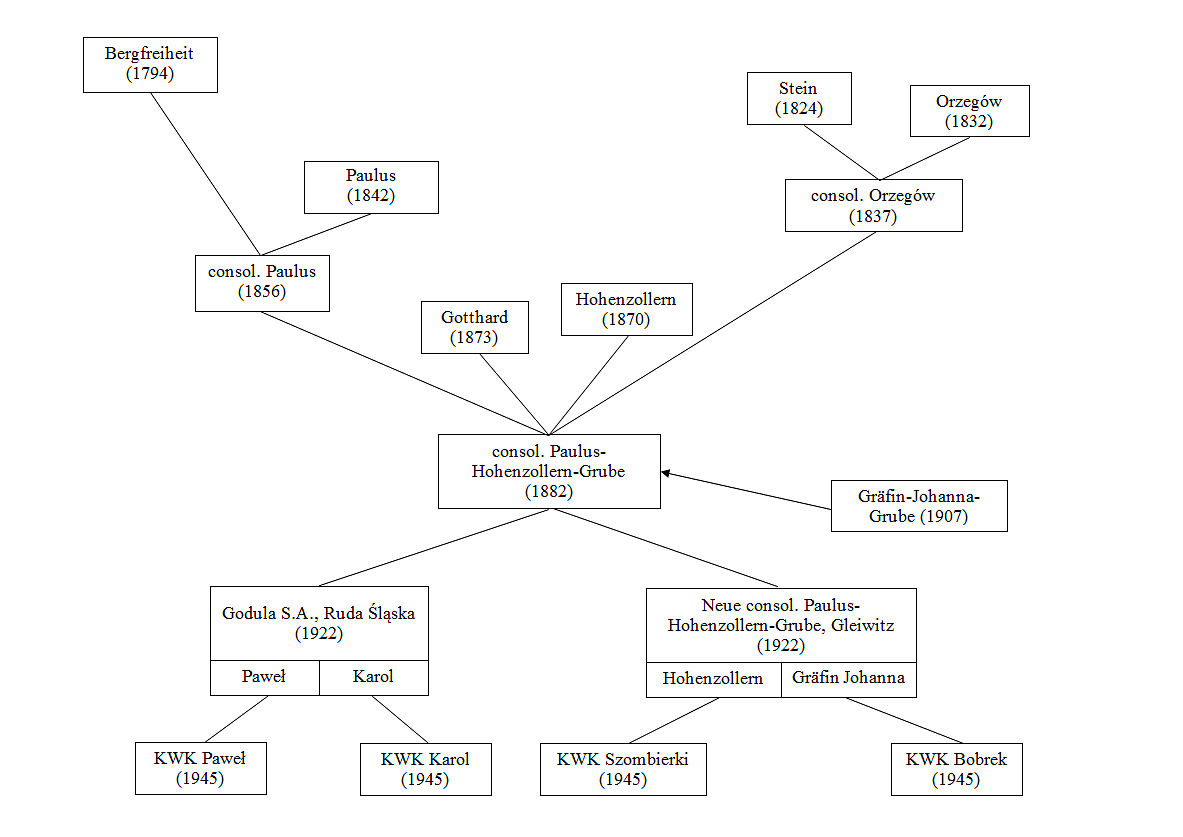
Konsolidierungen und Aufspaltungen von Paulus-Hohenzollern

Die consolidierte Paulus-Hohenzollern-Grube war der 1882 vollzogene organisatorische Zusammenschluss fast aller im Besitz der Gräflich Schaffgotsch’schen Werke befindlichen Steinkohlenfelder und -gruben in den Gemeinden Beuthen/Bytom und Ruda Śląska.

## Geschichte
Im Jahr 1882 fasste man beim Schaffgotsch-Konzern den Entschluss, die in den Ortsteilen Nowy Bytom, Morgenroth/Chebzie, Orzegów, Bobrek und Schomberg/Szombierki der Städte Ruda/Ruda Śląska und Beuthen/Bytom gelegenen Steinkohlenbergwerke und -felder zusammenzufassen. Dieses 17,1 km² große Gebiet bestand zu diesem Zeitpunkt aus den Gruben Paulus (errichtet 1860–1862), Orzegów (gegründet 1832; südlich der Kronprinzenstr./ul. Zabrańska und westlich der Friedenshütte/Huta Pokój gelegen), Hohenzollern (1870–1872) sowie den Feldern „Bobrek“ (verliehen 1857), „Romanus“ (1852), „Romanussegen“ (1861), „Carls Ehre“ (1856), „Riese“ und „Johannas Glück“ (beide 1855). Später umfasste die Berechtsame 18,2 km².
Im Jahr 1904 begann man mit dem Aufschluss des Nordwestfeldes und errichtete dort ab 1907 die Gräfin-Johanna-Anlage.
„Von dieser Anlagen bauen die Hohenzollern- und die Gräfin-Johanna-Anlage auf dem Nordflügel des Zabrze-Myslowitzer Hauptflözsattels, die Gotthard-Anlage auf dem Sattel selbst, die Godulla-Anlage auf der südlichen Abdachung. An sie schließt sich südlich die [auch zum Schaffgotschschen Besitz gehörende] Lithandragrube […] an.“
1913 belief sich die Förderung aller Anlagen auf zusammen 2,64 Mio. t Steinkohle.
Aufgrund der Teilung Oberschlesiens im Jahr 1922 konnten die vier Anlagen nicht mehr gemeinsam verwaltet werden. Deshalb wurden für die im Westen liegenden Anlagen Gräfin Johanna und Hohenzollern die „Neue consolidierte Paulus-Hohenzollern-Grube“ in Gleiwitz/Gliwice und für die im Osten liegenden Anlagen Paulus/Godula und Gotthard/Karol die „Godula S.A.“ mit Sitz in Ruda-Chebzie gegründet. Beide gehörten weiterhin zum Besitz der Gräflich Schaffgotsch’schen Werke. 
Nach dem Zweiten Weltkrieg wurden alle vier Schachtanlagen als eigenständige Bergwerke geführt und gehörten zur Vereinigung der Kohlenindustrie von Ruda (Rudzie Zjedonoczenie Przemysłu Węglowego).